# Чаршийски мост (Кратово)
Чаршийският мост, наричан още Царски мост (на македонска литературна норма: Чаршиски мост, Царски мост), е каменен мост в град Кратово, Северна Македония. Мостът пресича Кратовската (Табачка) река.
Мостът е построен в 1804 година. В 1933 година е реновиран. Чаршийският мост е на герба на община Кратово. Намира се на около 70 метра от Гровчанския мост и заедно с него осигуряват кръговото движение по чаршията в Кратово. Чаршийският мост е каменен и има един свод с размер от 0,90 на 2 метра.